# Famille van Reysschoot
La famille van Reysschoot, est une famille de peintres actif à Gand au XVIIIe siècle.

## Membres de cette famille
- Petrus Johannes van Reysschoot, né le 18 janvier 1702 et mort à Gand le 22 février 1772, est un peintre, graveur et décorateur flamand du XVIIIe siècle.
- Petrus Norbertus van Reysschoot, peintre, né à Gand lé 4 avril 1738 et mort dans sa ville natale le 12 février 1795, l'un des premiers directeurs de l'Académie de Gand.
- Anna-Maria van Reysschoot, peintre, née à Gand le 17 février 1758, morte en sa ville natale le 27 décembre 1850.
- Emmanuel-Pierre François van Reysschoot, peintre, né à Gand le 27 décembre 1713, mort en sa ville natale le 18 décembre 1772.
- Jean-Baptiste Emmanuel van Reysschoot, peintre, né à Gand le 4 septembre 1751, mort en sa ville natale le 8 octobre 1797.
- Jacques Van Reysschoot, né le 2 mai 1905 à Gand et mort en 1975 en Espagne, est un joueur de hockey sur glace belge.
- Pierre Van Reysschoot, né le 9 décembre 1906 à Gand et mort en 1966, est un joueur de hockey sur glace belge, épousa à Anvers le 25 juin 1935, Marion Elisabeth Gerda von Flotow[1], née à Bruxelles le 5 octobre 1915, fille de Kurt von Flotow et de Katy van der Straeten, fille d'Édouard van der Straeten et Élisabeth Best (Anvers).